# 어느 날
《어느 날》은 쿠팡플레이에서 2021년 11월 27일부터 2021년 12월 19일까지 방송된 드라마로, 영국 BBC ONE의 《크리미널 저스티스》(Criminal Justice)을 원작으로 하고 있다.

## 기획 의도
한 여인의 살인 사건을 둘러싼 두 남자의 치열한 이야기를 통해 지극히 대중적 시각에서 형사사법제도를 파헤친다.

## 줄거리
김현수는 어느 날 하룻밤의 일탈로 평범한 대학생에서 살인사건의 용의자가 되고, 그에게 잡범들을 변호해 먹고사는 삼류 변호사 신중한과 교도소 내 먹이사슬 최상위 권력자 도지태가 손을 내민다.

## 등장 인물

### 주요 인물
- 김수현 : 김현수 역 - 대학생
- 차승원 : 신중한 역 - 변호사

### 주변 인물
- 김홍파 : 박상범 역 - 서울중앙경찰서 강력팀장
- 김성규 : 도지태 역 - 교도소 수감자
- 김신록 : 안태희 역 - 서울중앙지검 형사 3부 검사
- 양경원 : 박두식 역 - 백호파 조직원, 교도소 수감자
- 이설 : 서수진 역 - 범한로펌 특허팀 소속 신입 변호사
- 황세온 : 홍국화 역 - 미대생, 피해자

### 그 외 인물
- 박윤희 : 김정재 역 - 현수의 아버지, 택시기사
- 소희정 : 홍애경 역 - 현수의 어머니
- 서재희 : 박미경 역 - 범한로펌 대표변호사
- 나은샘 : 윤효정 역 - 홍국화의 같이 살았던 친구
- 이풍운 : 엄기종 역 - 홍국화의 마약 제공자, 윤효정의 애인
- 황상경 : 이철호 역 - 사건 당일 주유소에 마주쳤던 택배기사
- 김영아 : 홍정아 역 - 신중한의 전처, 국립과학수사연구원 법의관
- 우정원 : 감찰관 역
- 정지호 : 국과수 직원 역
- 문예원 : 강다경 역 - 취재기자
- 이수광 : 유승훈 역
- 박봉서 : 하노석 역